# Dragan Ǵorgiev
Dragan Ǵorgiev (in macedone Драган Ѓоргиев?; Radoviš, 16 dicembre 1990) è un calciatore macedone, attaccante svincolato.

## Statistiche

### Cronologia presenze e reti in nazionale
| Cronologia completa delle presenze e delle reti in nazionale ― Macedonia | Cronologia completa delle presenze e delle reti in nazionale ― Macedonia | Cronologia completa delle presenze e delle reti in nazionale ― Macedonia | Cronologia completa delle presenze e delle reti in nazionale ― Macedonia | Cronologia completa delle presenze e delle reti in nazionale ― Macedonia | Cronologia completa delle presenze e delle reti in nazionale ― Macedonia | Cronologia completa delle presenze e delle reti in nazionale ― Macedonia | Cronologia completa delle presenze e delle reti in nazionale ― Macedonia |
| Data                                                                     | Città                                                                    | In casa                                                                  | Risultato                                                                | Ospiti                                                                   | Competizione                                                             | Reti                                                                     | Note                                                                     |
| ------------------------------------------------------------------------ | ------------------------------------------------------------------------ | ------------------------------------------------------------------------ | ------------------------------------------------------------------------ | ------------------------------------------------------------------------ | ------------------------------------------------------------------------ | ------------------------------------------------------------------------ | ------------------------------------------------------------------------ |
| 7-9-2012                                                                 | Zagabria                                                                 | Croazia                                                                  | 1 – 0                                                                    | Macedonia                                                                | Qual. Mondiali 2014                                                      | -                                                                        | 73’                                                                      |
| 14-11-2012                                                               | Skopje                                                                   | Macedonia                                                                | 3 – 2                                                                    | Slovenia                                                                 | Amichevole                                                               | -                                                                        | 87’                                                                      |
| 14-12-2012                                                               | Aksu                                                                     | Polonia                                                                  | 4 – 1                                                                    | Macedonia                                                                | Amichevole                                                               | -                                                                        | 60’                                                                      |
| Totale                                                                   |                                                                          | Presenze                                                                 | 3                                                                        |                                                                          | Reti                                                                     | 0                                                                        |                                                                          |

## Palmarès

### Club

#### Competizioni nazionali
- Campionato macedone: 1

Vardar: 2012-2013
- Supercoppa di Macedonia: 1

Vardar: 2013